# Ponzano Monferrato
Ponzano Monferrato (piemontesisch Ponsan) ist eine Gemeinde in der italienischen Provinz Alessandria (AL), Region Piemont.

## Lage und Einwohner
Ponzano Monferrato liegt 40 km nordwestlich von der Provinzhauptstadt Alessandria entfernt im Weinbaugebiet des Monferrato. Das Gemeindegebiet umfasst eine Fläche von 11,58 km² und hat 324 (Stand 31. Dezember 2023) Einwohner. Nicht weit, direkt an der Gemeindegrenze liegt der heilige Berg Sacro Monte di Crea, der 2003 zum UNESCO-Weltkulturerbe erklärt wurde. 
Die Nachbargemeinden sind Castelletto Merli, Cereseto, Mombello Monferrato, Moncalvo (AT) und Serralunga di Crea.

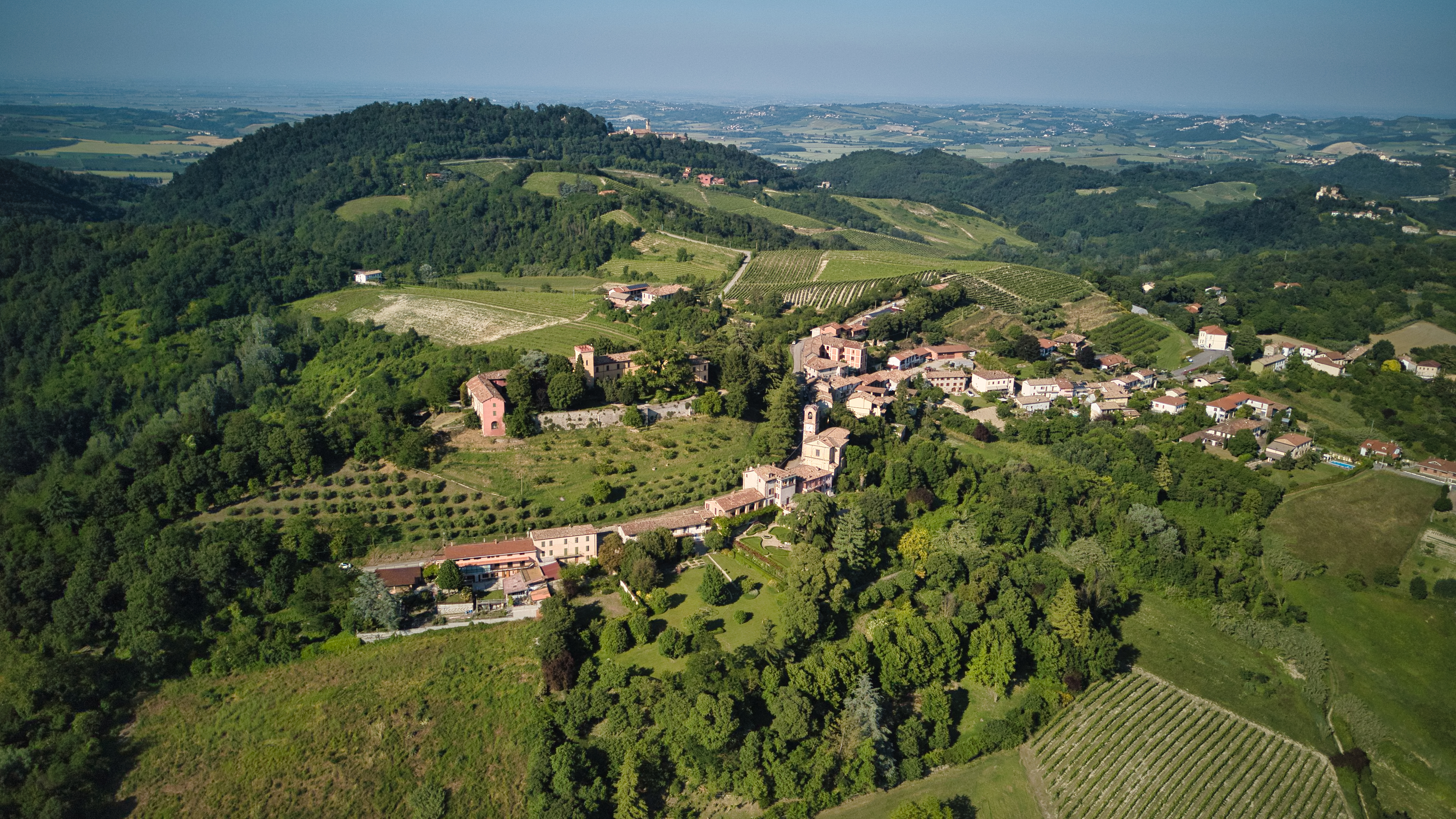
Panorama

## Geschichte

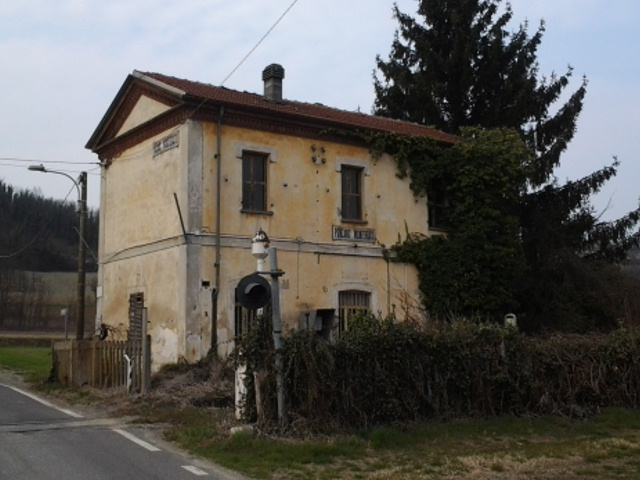
Der kleine stillgelegte Bahnhof

In mittelalterlichen Dokumenten erscheint der Ortsname ab 1153 als Poncianus. Im Jahr 1230 wurde die Form Punzanus dokumentiert, die den dialektalen Ausgang widerspiegelt. Seine Ursprünge reichen bis ins Mittelalter zurück. Im Jahr 1041 wurde es von Kaiser Arrigo II. der Kirche von Vercelli geschenkt, während es im folgenden Jahrhundert ein Lehen der Markgrafen Del Bosco wurde, die es 1180 an Alessandria abtraten. Später hatte es eigene Herren, die im 13. Jahrhundert die Gerichtsbarkeit der Markgrafen von Monferrato anerkannten. Diese verlieh es der Familie Saliceti und mit dem Grafentitel dem der Della Chiesa di Cinzano.
Ponzano Monferrato hatte von 1870 bis 2003 einen Bahnhof an der Bahnstrecke Castagnole-Asti-Mortara. Am 6. September 2010 wurde der Dienst zwischen Asti und Mortara aufgrund struktureller Mängel im Tunnel in der Nähe von Ozzano Monferrato komplett stillgelegt.

## Sehenswürdigkeiten
- Das Schloss, das im 19. Jahrhundert renoviert wurde und Eigentum der Grafen Cavallero war. In seinem Inneren sind ein Turm aus dem 13. Jahrhundert und seltene Bücher zu militärischen Themen sowie Relikte aus den beiden Weltkriegen erhalten und eine Sammlung von Briefen, die von den größten Militärführern der Geschichte unterzeichnet wurden.
- Die Pfarrkirche San Giovanni Battista.
- Das Schloss von Salabue, in der gleichnamigen Fraktion, wurde Ende des 14. Jahrhunderts zur Verteidigung der Interessen des Adels und der Produkte des Landes und der Bauern erbaut und beherbergte den Bildhauer Jan Wespin, bekannt als Tabacchetti.

## Kulinarische Spezialitäten
Bei Ponzano Monferrato werden Reben der Sorte Barbera für den Barbera d’Asti, einen Rotwein mit DOCG-Status, sowie für den Barbera del Monferrato angebaut.